# Jean Savin
Pour les articles homonymes, voir Savin (homonymie).
Jean-René-François-Nicolas Savin, né à Saint-Étienne-du-Bois le 25 octobre 1765 et fusillé en 1796 à Montaigu, est un militaire français et un officier royaliste de la guerre de Vendée.

## Biographie
Né dans une famille poitevine, fils de Jean René Savin et de Louise Gauvrit, propriétaire aisé et électeur au canton de La Garnache, Jean Savin rejoint l'insurrection vendéenne en 1793 et combat d'abord dans l'armée de Jean-Baptiste Joly ; il prend part aux affaires devant les Sables d'Olonne.
Surnommé « Le Pelé » en raison d'un calvitie précoce, il prend la tête des bandes de Saint-Étienne-du-Bois et des environs. Son frère, Louis, dirige quant à lui le comité royaliste de Palluau. Bon organisateur, il devient rapidement le second de Jean-Baptiste Joly.
Il combat les mois suivants dans le Bas-Poitou et se distingue à la bataille de Montaigu.
Chef de la division de Palluau, il commande à 1 600 hommes.
En 1795, il refuse de signer le Traité de La Jaunaye et en août, assure un débarquement d'armes par les Britanniques, puis se soumet en décembre.
Il reprend les armes sous les ordres de Charette.
Après la mort de Charette en mars 1796, Savin est le dernier chef vendéen d'importance à rester sous les armes. Il est finalement surpris par les républicains le 28 avril au hameau de La Vergne, à Saint-Étienne-du-Bois, et poursuivi jusqu'aux Lucs-sur-Boulogne où il est capturé. Il est ensuite fusillé à Montaigu.